# 토코투칸
토코투칸(영어: Toco Toucan, 학명: Ramphastos toco)은 왕부리새과(투칸과)에서 가장 잘 알려져 있고, 크기도 가장 큰 종이다. 이들은 중부 및 동부 남아메리카에 서식한다. 동물원에서 흔히 볼 수 있다. 부리는 커서 무거워 보이지만, 실제로는 유공성으로 가벼운 편이다. 부리가 몸의 1/3을 차지한다

## 외관
토코투칸의 몸은 주로 검고, 흰 목과 가슴 및 윗꼬리, 빨간 밑꼬리를 지니고 있다. 홍채가 파랗게 보이는 것은 눈 주변에 있는 피부가 푸르기 때문이다.